# Velvet Mornings
«Velvet Mornings» es una canción del autor griego Demis Roussos, lanzada como sencillo en 1973. Forma parte de su álbum Forever and Ever.

## Antecedentes y composición
La canción fue escrita por Alec R. Costandinos y Stélios Vlavianós, mientras que la grabación fue producida por Leo Leandros y el propio Demis Roussos.

## Festival de la Canción de Río
A finales de 1972, Demis Roussos representó a Grecia con esta canción en el VII Festival Internacional da Canção Popular de Río de Janeiro, que se celebró en el Gimnasio Maracanãzinho ante un público de aproximadamente 20 000 personas.
Velvet Mornings fue una de las 13 canciones que pasaron de las semifinales (que se celebraron el domingo anterior) a la final. Con esta canción, Demis Roussos ganó un premio especial al atractivo del público.

## Actuación comercial
En junio de 1973 el sencillo se situó en el top 3 en España. En Grecia, el sencillo alcanzó el número 1 en la lista internacional de singles (no griegos) elaborada por Hellinikos Vorras y Epikera. (En junio, la canción encabezó la lista como Velvet Mornings y en octubre como "Velvet Mornings / Forever and Ever", es decir, como doble cara A con la canción Forever and Ever).

## Versiones

### Versión griega de Marinella
La cantante griega Marinella grabó una versión griega de la canción, titulada Drigi, drigi, mana mou (Velvet mornings). La revista estadounidense Billboard informó en enero de 1973 de que "iba a grabar una versión griega del éxito de Demis Roussos en el reciente Festival de la Canción de Río, Velvet Mornings, que "había estado utilizando [...] en su actuación durante algunas semanas".
La versión de Marinella también llegó a las listas de éxitos en Grecia, donde en octubre de 1973 se situó en el top 10 de la lista de singles doméstica (local griega) recopilada por Hellinikos Vorras y Epikera.

### Versión alemana
También Billboard informó en su edición del 10 de noviembre de 1973: "Parece que Marion Maerz va a tener un éxito con la versión alemana de Velvet Mornings, como la original lo fue para Demis Roussos".